# Bo Horvat
Bowie William Horvat (ur. 5 kwietnia 1995 w Rodney, Ontario, Kanada) – kanadyjski hokeista, gracz ligi NHL, reprezentant Kanady. 

## Kariera klubowa
- London Knights (19.08.2011 - 6.08.2013)
- Vancouver Canucks (6.08.2013 -
  -  Utica Comets (2014 - 2015)

## Kariera reprezentacyjna
- Reprezentant Kanady na  MŚJ U-20 w 2014
- Reprezentant Kanady na MŚ w 2018

## Sukcesy
Indywidualne
- Występ w Meczu Gwiazd NHL w sezonie  2016-2017